# IC 2000 (train)
Le nom IC 2000 désigne une voiture à deux niveaux utilisée pour former des rames réversibles dans les chemins de fer fédéraux suisses. Elles ont été construites entre 1997 et 2004 et leur modernisation de mi-vie on eut lieu entre 2019 et 2024.

## Informations techniques
La voiture est de type UIC, équipée d'attelages à vis et de tampons, et peut être attelée avec d'autres voitures pour former une rame. L'intercirculation n'est pas aux normes UIC et le passage vers d'autres types de voitures n'est donc pas possible. La totalité de l'étage supérieur est ouvert en permanence, et comporte, sur une voiture, un restaurant (CFF ou Starbucks) qui a une isolation acoustique élevée.
La traction du train est assurée par des locomotives de la série Re 460, grâce aux 18 pôles UIC ainsi que 9 broches ep-direction. Aux heures de pointe, les compositions sont renforcées par quelques voitures unifiées IV. Dans ce cas précis, la réversibilité de la rame est assurée soit par une voiture-pilote VU IV, soit par une deuxième locomotive Re 460.
Le train fut conçu par un consortium formé de SIG, ABB et Schindler Waggon. La partie mécanique de la rame (chaudrons en aluminium, notamment) a été fabriquée dans les ateliers Schindler de Pratteln, et les bogies par SIG ; tandis que toute la partie électrique (transmission, câblage...) a été mise au point par ABB (ultérieurement ADtranz). L'assemblage des voitures a également eu lieu à Pratteln.
Ces voitures peuvent atteindre 200 km/h. Elles ont la désignation suivante : (Bt, B, WRB, BR, A, AD), mais font partie du même ensemble. Depuis leurs livraisons, elles ont subi jusqu'à sept modifications. Parmi les autres voitures, elles se différencient surtout par l'intercirculation supérieure.

### Composition

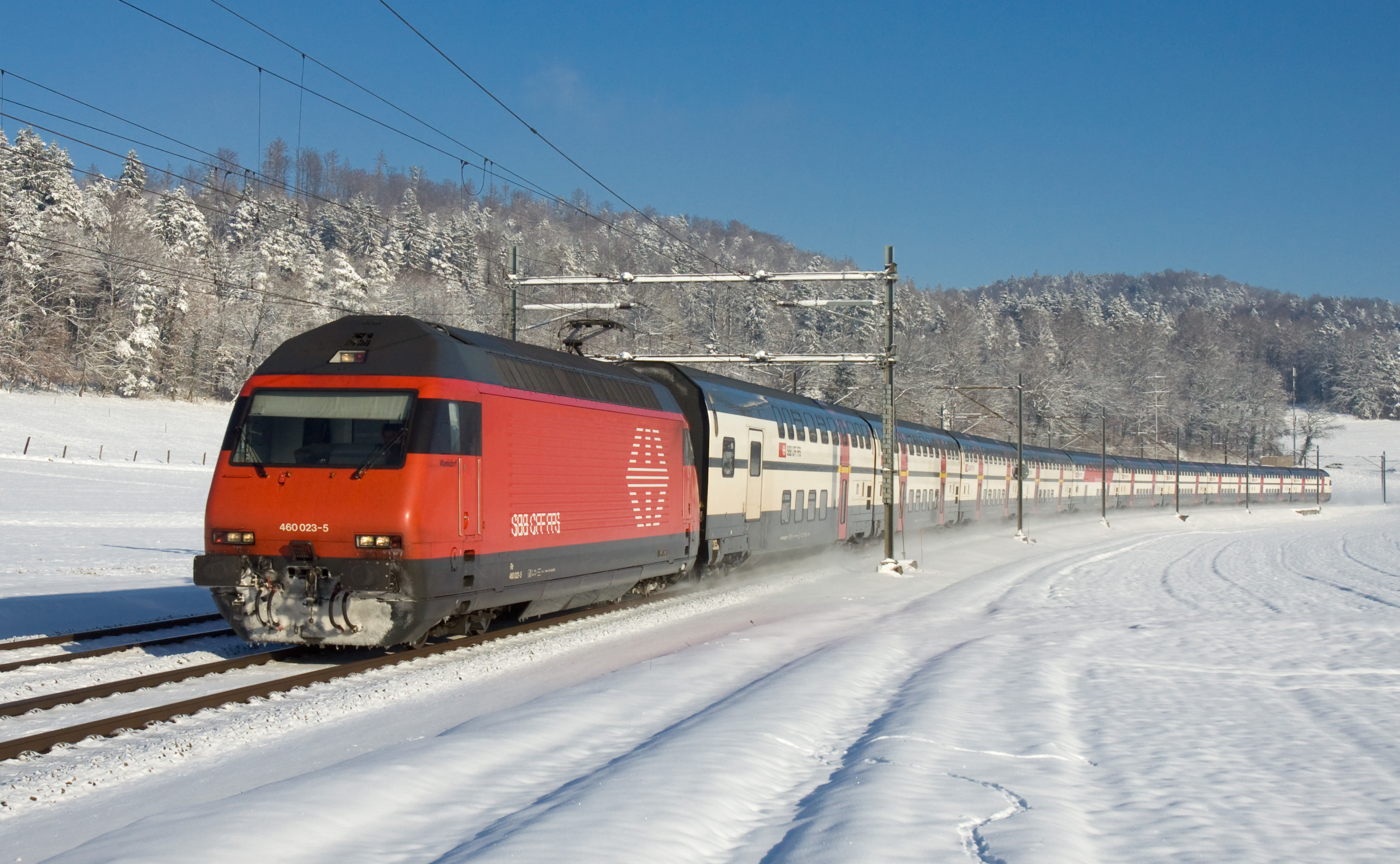
Rame tractée par une Re 460.

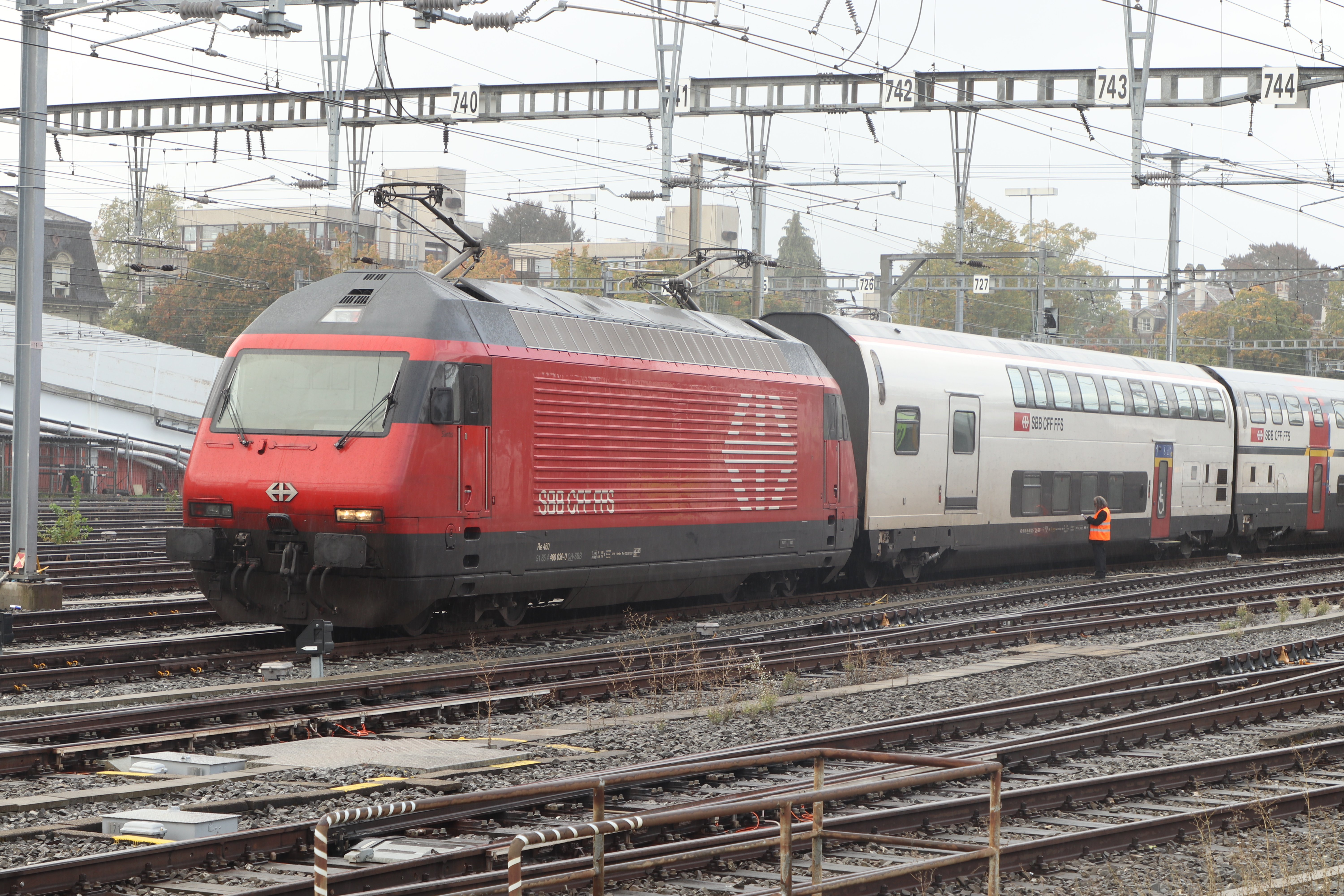
Voiture en nouvelle livrée.

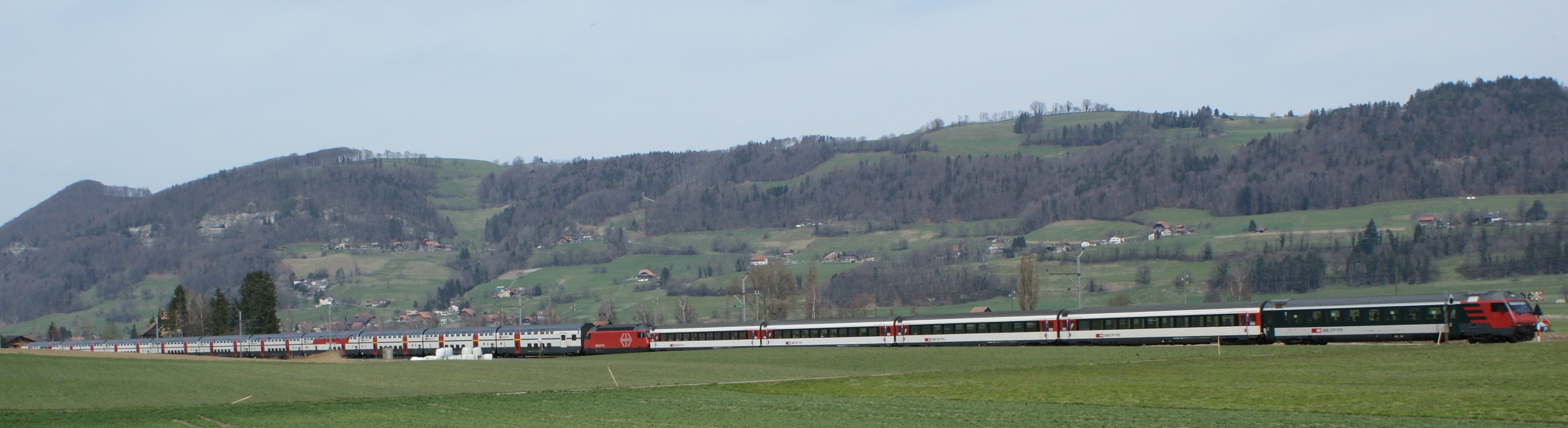
Composition renforcée par quatre VU IV.

La composition des IC 2000 suit toujours les mêmes caractéristiques. À l'avant on retrouve la voiture de tête (appelée "Bt"), puis est généralement suivie immédiatement des voitures de 2e classe (appelée "B"). À la suite on retrouve la voiture-bistro (appelée "BR") ou la voiture-restaurant (appelée "WRB"), puis la rame se termine avec les voitures de 1re classe (appelée "A"). Les voitures IC2000 sont composées de six types de voitures différentes :
| Type  | Nombre | Numéro              | Commentaire                                                                            |
| ----- | ------ | ------------------- | -------------------------------------------------------------------------------------- |
| Bt    | 40     | 50 85 26-94 900–939 | voiture-pilote de 2e classe                                                            |
| B     | 149    | 50 85 26-94 000–148 | voiture de 2e classe (128 places)                                                      |
| WRB   | 16     | 50 85 88-94 000–015 | voiture-restaurant. construite à l'origine en BR puis transformée en WRB               |
| BR    | 10     | 50 85 66-94 016–025 | voiture bistro (étage inférieur) et 2e classe (étage supérieur)                        |
| A     | 86     | 50 85 16-94 000–085 | voiture de 1re classe (86 places)                                                      |
| AD    | 40     | 50 85 86-94 000–039 | voiture de 1re classe avec compartiment à bagages. Espace affaires à l'étage supérieur |
| Total | 341    |                     |                                                                                        |

Exemple de composition :
Bt-B-B-B-B-WRB-A-A-A-AD-Re 460
Dans l'exemple ci-dessus, il y a quatre fois "B", ce qui signifie quatre voitures de 2e classe. Notez que la voiture "Bt" est de 2e classe. La 1re classe "A" composée de 4 voitures, dont une comportant un compartiment-fourgon "D", et est séparée des voitures de 2e classe "B" par la voiture-restaurant "WRB". Après les voitures de 1re classe vient la locomotive, généralement une Re 460.
Comme précisé plus haut, ce type de composition peut être renforcé par d'autres voitures VU IV, surtout aux heures de pointe.

### Châssis
Les caisses sont construites en aluminium. Tous les appareils techniques se trouvent dans les bogies, et pour le Bt et l'Ad, dans le toit. Le sous-sol du pont flottant est en caoutchouc, posé sur des éléments de stockage. Le plancher du pont supérieur est muni d'une plaque d'aluminium en sandwich, avec un revêtement en textiles, le tout fixé au plafond. Les fenêtres sont équipées de doubles vitrages isolants protégeant contre les rayons du soleil. Sur le plancher inférieur, aucune fenêtre ne se trouve dans les toilettes. En outre, les entrées dans l'étage inférieur se trouvent à la fin de la voiture en direction de l'escalier menant au premier étage. La majorité des sièges sont en vis-à-vis, dans la 2e classe en formation 2-2 et en première, en 2-1. À l'étage, une série de sièges attenants aux escaliers est disposés en « salon » avec une table.

### Bogies
Les bogies utilisés sont de type à suspension pneumatique avec un cadre de type H de Fiat-SIG. Le dispositif de freinage est composé de deux disques de frein sur chaque essieu, ainsi que deux autres freins pneumatiques par voie magnétique. Il y a un renforcement de la force de freinage, employée uniquement lorsque la suspension pneumatique fonctionne.

### Électrification
L'alimentation en électricité par la caténaire est de 15 000 volts avec une fréquence de 16,7 hertz. Le transformateur principal (installé sur la locomotive) transforme le courant en 1 000 volts, toujours avec la fréquence de 16,7 hertz. L'ensemble des équipements électriques et pneumatiques sont gérés par un ordinateur de bord, d'autres équipements sur d'autres voitures peuvent compléter le dispositif.

### Toilettes
L'équipement pneumatique alimente le système de freinage, la suspension pneumatique, ainsi que le fonctionnement des portes et des toilettes.
Les toilettes sont chimiques (stockage dans un compartiment biologique). Elles sont équipées d'une porte magnétique pour prévenir d'un dysfonctionnement. Les éléments Bt et B ont des toilettes standard. L'Ad a une toilette aménagée pour handicapés.

### Climatisation
Les climatiseurs sont munis de deux canaux périphériques. Ils fonctionnent avec un air ambiant de 22 °C, et peuvent être réglés manuellement par des agents de bord de plus ou moins 2 °C. Seule l'évacuation d'air dans les toilettes est directement dirigée vers l'extérieur.

### Rénovation
Pour un coût d'environ 300 millions de francs, un travail de rénovation est entrepris dans les ateliers CFF d'Olten où vont travailler des mécaniciens, électriciens, poseurs de revêtements de sol, menuisiers, serruriers, peintres, ingénieurs et techniciens. Après une rénovation de huit semaines, les voitures pourront circuler encore 20 ans. La rénovation comprend un nouvel éclairage LED, de nouveaux sièges et des aménagements pour faciliter l'accès aux personnes à mobilité réduite.

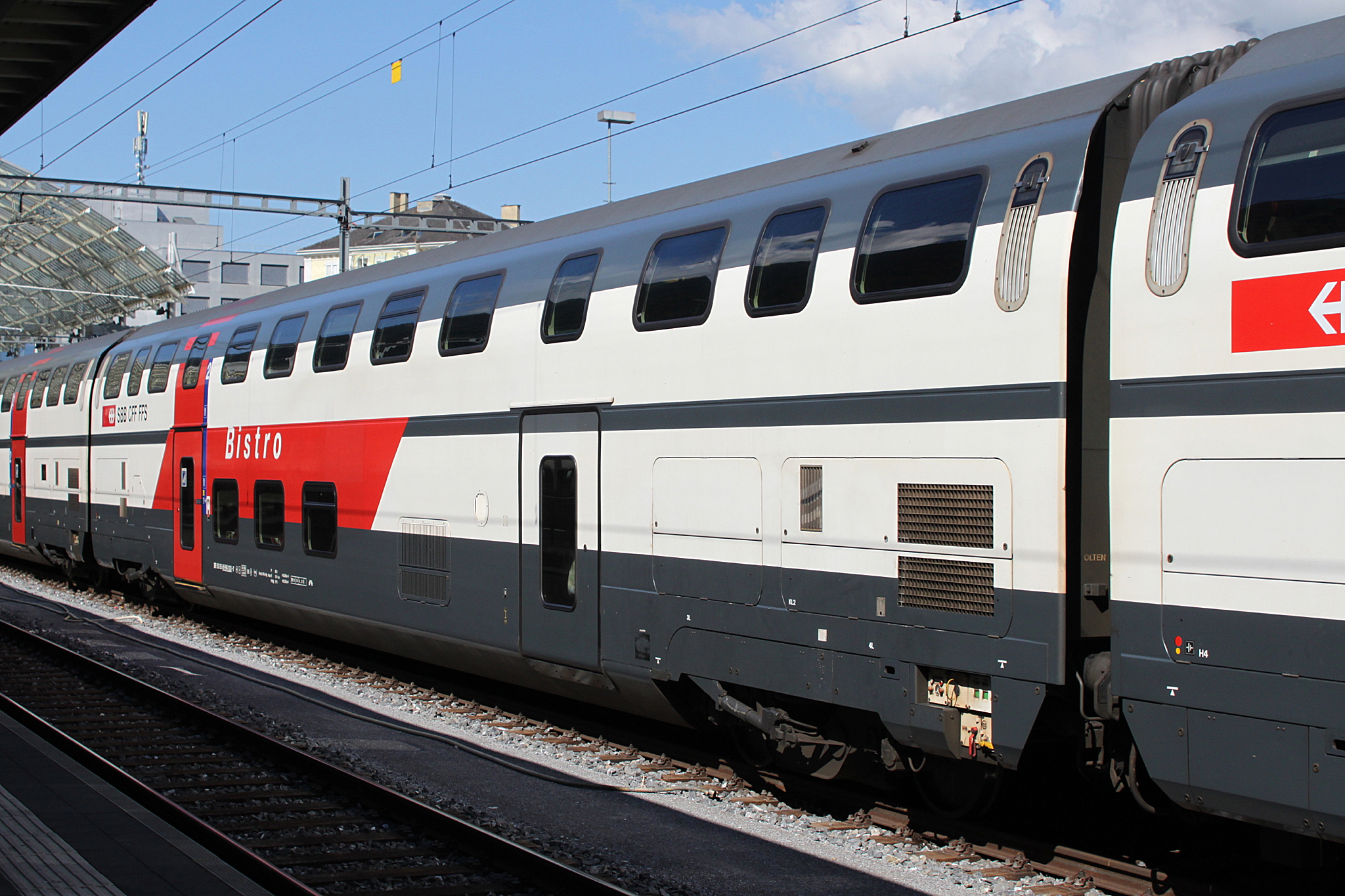
- Voiture-bistro (2015).
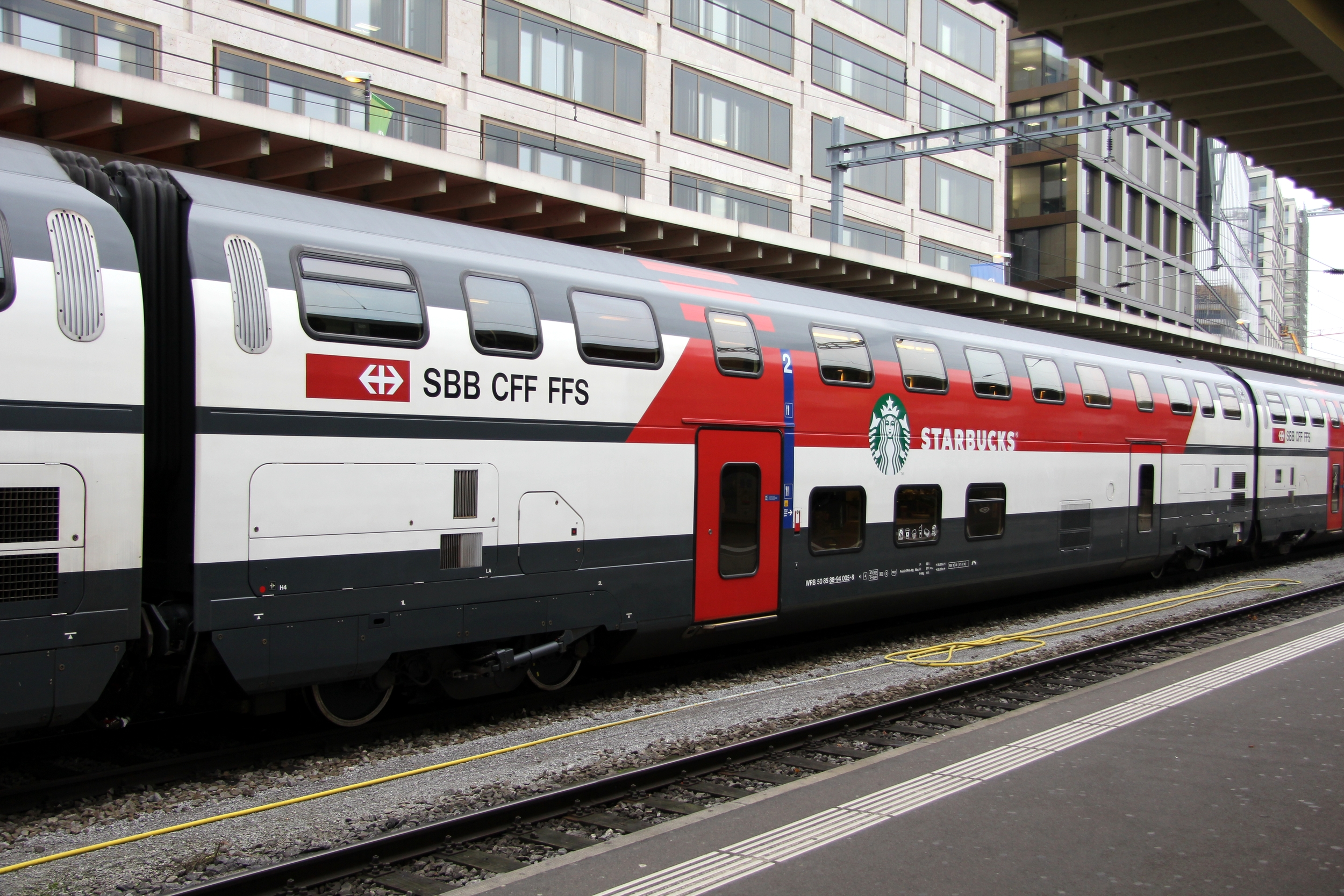
Voiture aménagée avec café Starbucks.
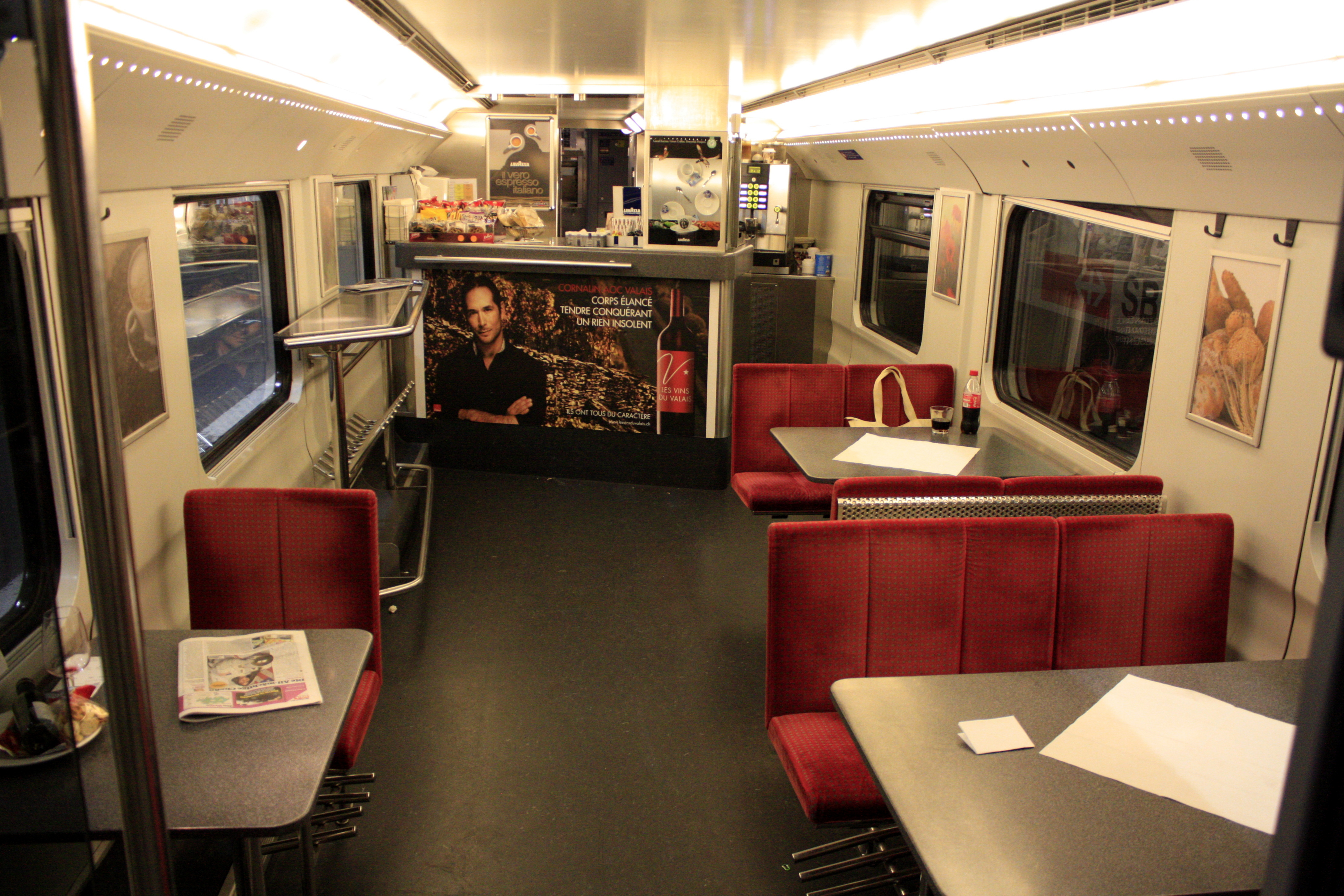
Bistro à l'étage inférieur.
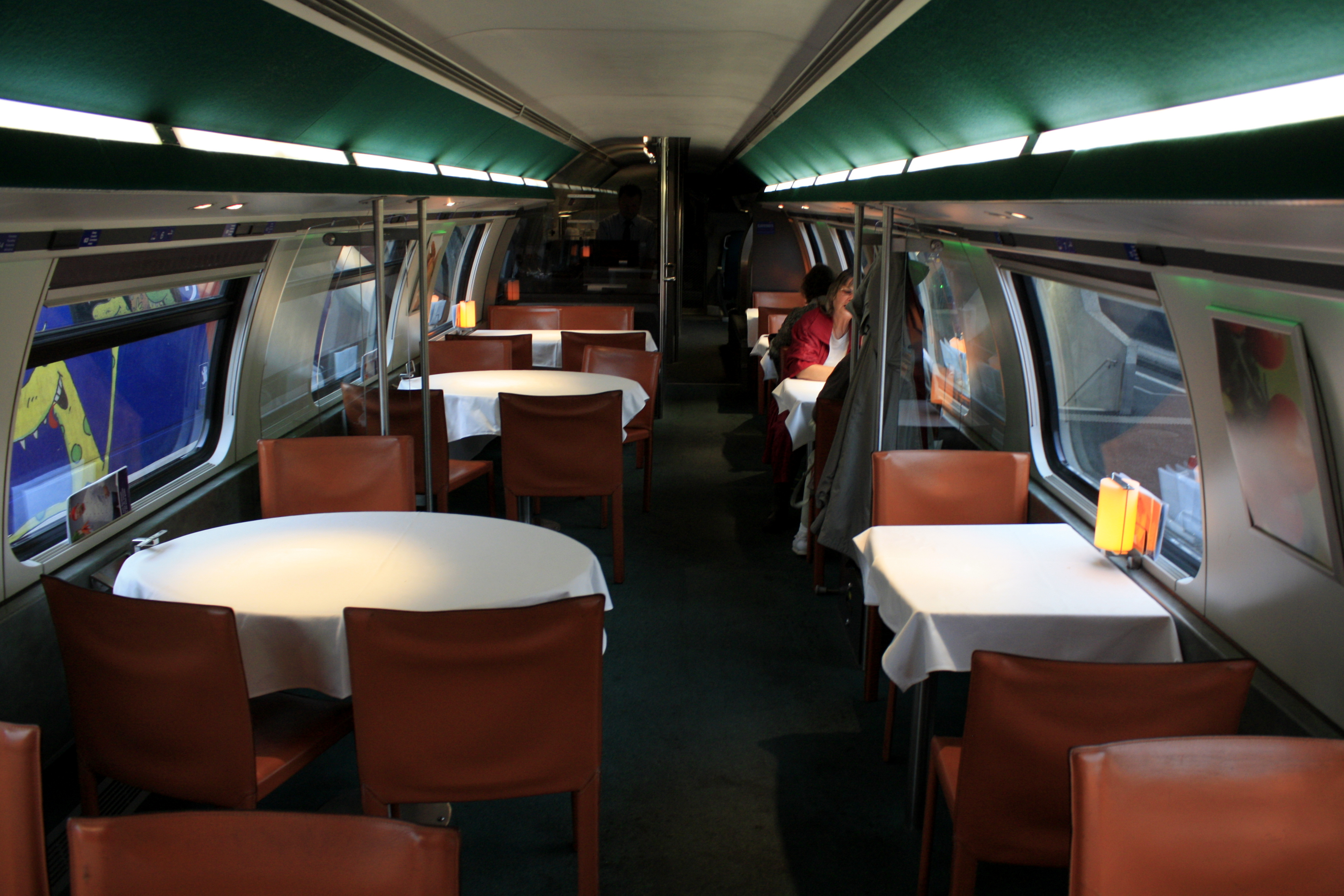
Restaurant à l'étage supérieur.
  - Voiture aménagée avec café Starbucks.
  - Bistro à l'étage inférieur.
  - Restaurant à l'étage supérieur.

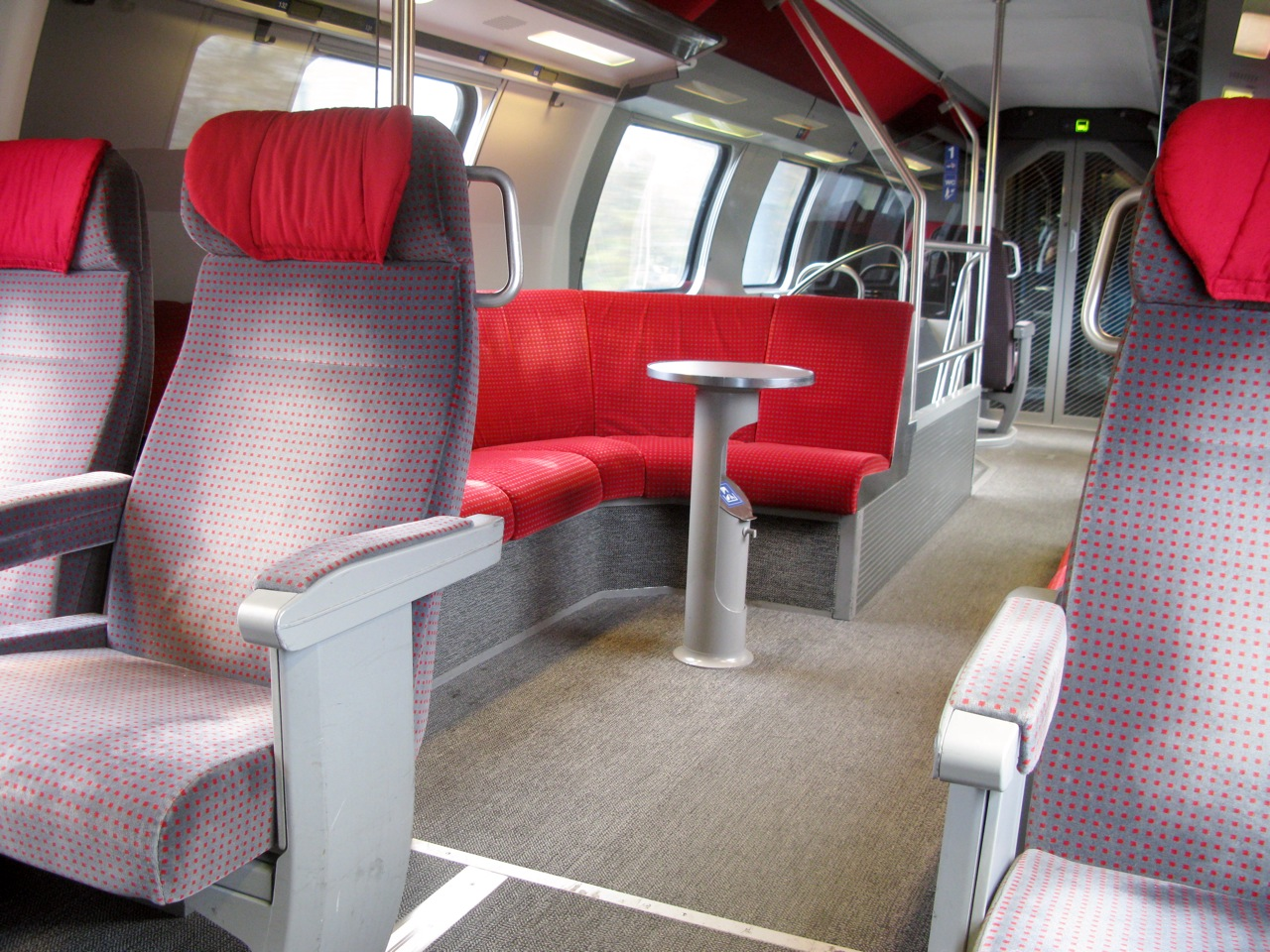
Intérieur en première classe.
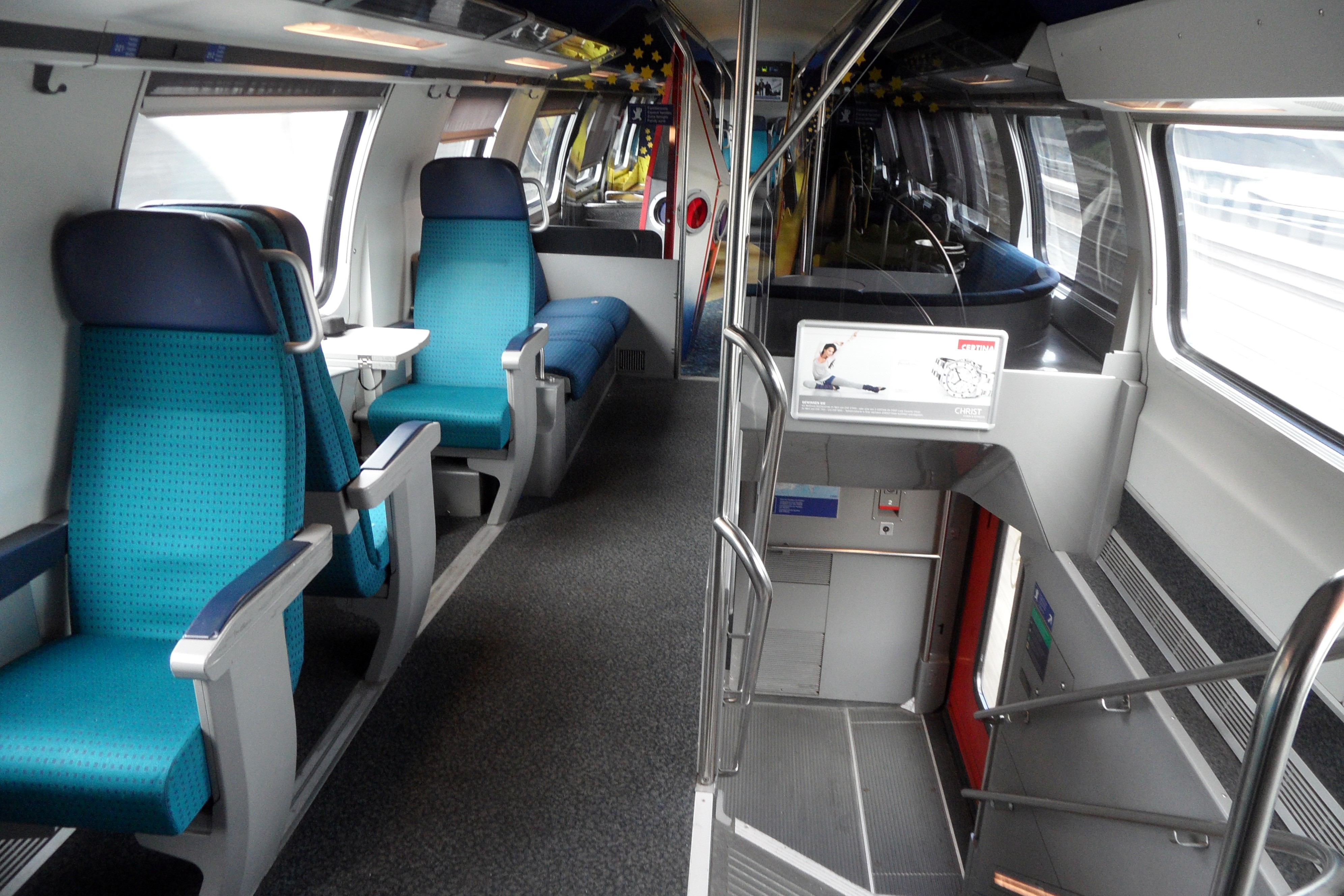
Siège de seconde classe.
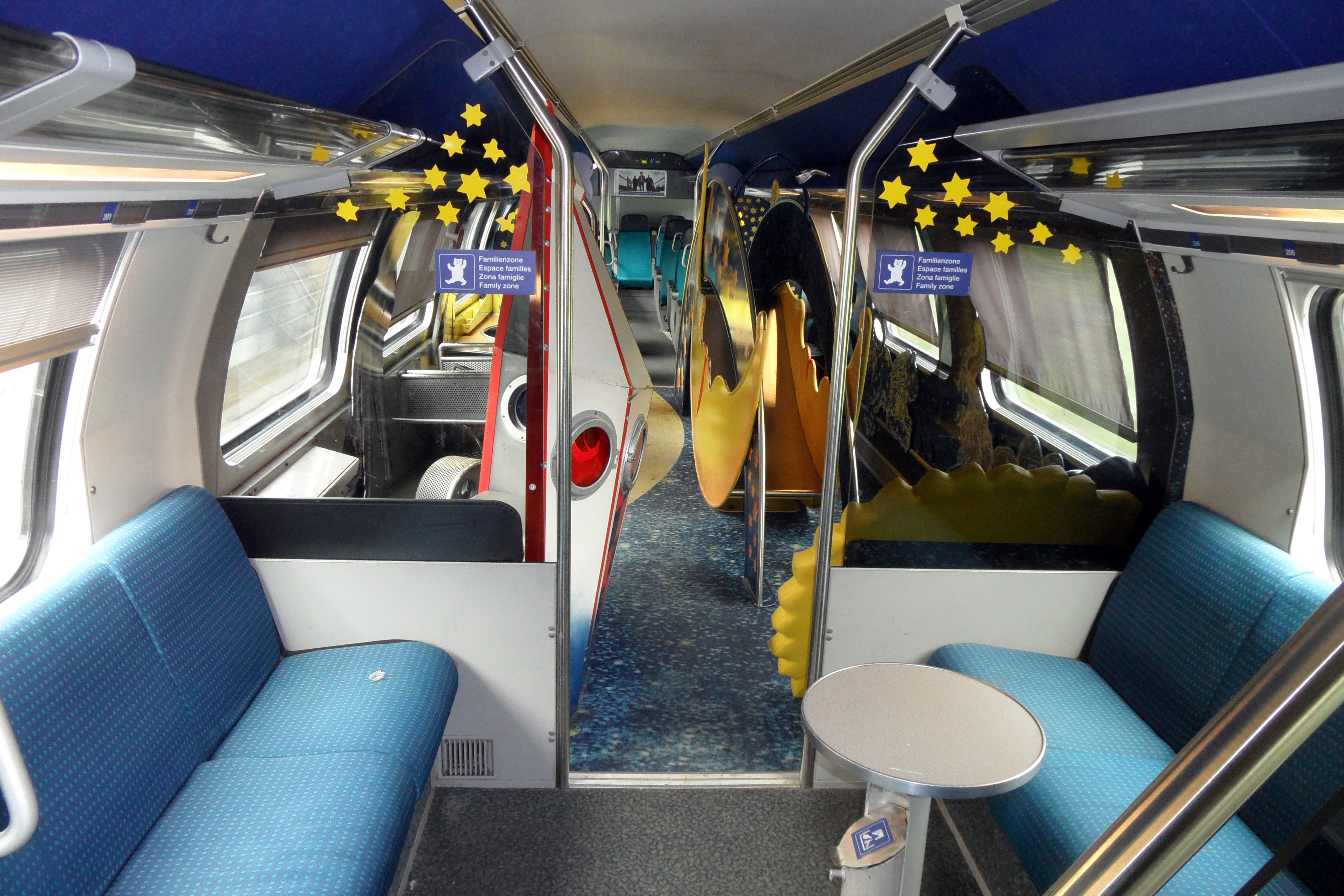
Espace enfants.
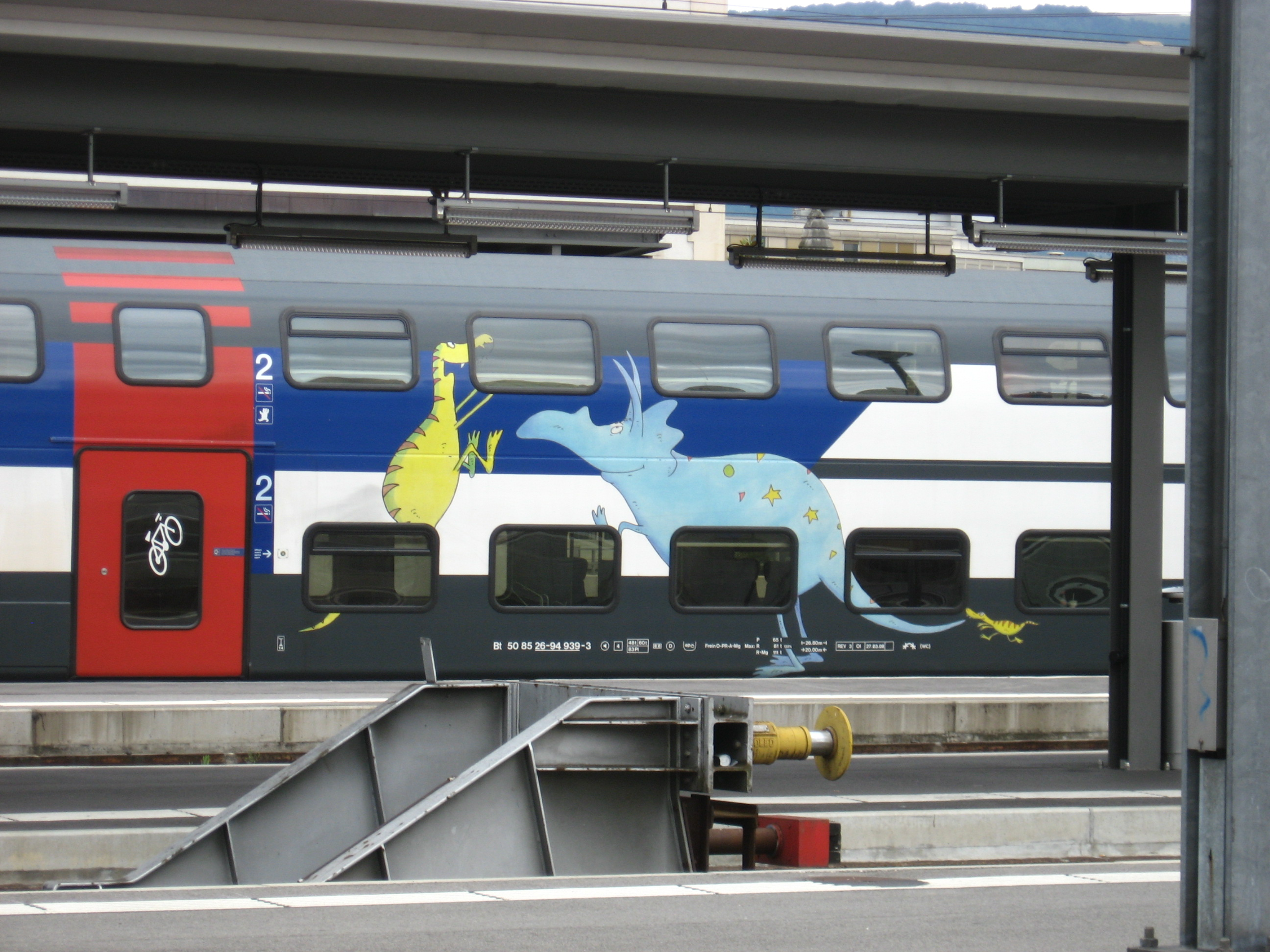
Marquages extérieurs.

## Rayon d´actions
Les IC2000 assurent les liaisons  IC et IR suivante:
- 57 Genève-Aéroport – Genève-Cornavin – Nyon – Gland – Morges – Yverdon-les-Bains – Neuchâtel
- 95 Genève-Aéroport – Genève-Cornavin – Nyon – Morges – Lausanne – Vevey – Montreux – Aigle – Martigny – Sion – Sierre – Loèche – Viège – Brigue
- 90 Genève-Aéroport – Genève-Cornavin – Lausanne – Vevey – Montreux – Aigle – Saint-Maurice – Martigny – Sion – Sierre – Viège – Brigue
- 61 Bâle CFF – Berne – Interlaken-Est
- IC81 Interlaken Ost-Berne-Zurich HB-Romanshorn
- 3 Bâle CFF – Gare centrale de Zurich – Sargans – Landquart – Coire
- 6 Bâle CFF – Olten – Berne – Thoune – Spiez – Viège – Brigue (– Domodossola)
- 8 Romanshorn – Winterthour – Gare centrale de Zurich - Berne – Thoune – Spiez – Viège – Brigue
- 4 Gare centrale de Zurich – Schaffhouse – Singen (Htw) (– Gare centrale de Stuttgart)
- 75 Lucerne – Rotkreuz – Zoug – Baar – Thalwil – Gare centrale de Zurich – Winterthour – Constance
- 15 Genève-Aéroport – Genève-Cornavin – Nyon – Morges – Lausanne – Palézieux – Romont – Fribourg – Berne – Zofingue – Sursee – Lucerne
- 16 Berne – Olten – Brugg – Gare centrale de Zurich
- 17 Berne – Burgdorf – Olten – Gare centrale de Zurich